# Jack Nance
Marvin John Nance, mais conhecido como Jack Nance ou John Nance (Boston, 21 de dezembro de 1943 — South Pasadena, 30 de dezembro de 1996), foi um ator estadunidense. Tornou-se conhecido por participar dos filmes surreais de David Lynch: em Eraserhead, Blue Velvet, Dune e Wild at Heart, e por sua interpretação em Twin Peaks.

## Filmografia

### Cinema
- Fools (1970)
- Jump a.k.a. Fury on Wheels (1971)
- Eraserhead (1977)
- Breaker! Breaker! (1977)
- Hammett (1982)
- Dune (1984)
- City Heat (1984)
- Johnny Dangerously (1984)
- Ghoulies (1985)
- Blue Velvet (1986)
- Barfly (1987)
- Colors (1988)
- The Blob (1988)
- Wild at Heart (1990)
- The Hot Spot (1990)
- Whore (1991)
- Motorama (1991)
- Meatballs 4 (1992)
- Twin Peaks: Fire Walk with Me (scenes deleted, 1992)
- Love and a .45 (1994)
- Voodoo (1995)
- The Demolitionist (1995)
- Across the Moon (1995)
- The Secret Agent Club (1996)
- Little Witches (1996)
- Lost Highway (1997)

### Televisão
- Weekend (1984)
- Crime Story (1987)
- Tricks of the Trade (1988)
- Twin Peaks (1990–1991)
- Another Midnight Run (1994)
- My So-Called Life (1995)
- Fallen Angels (1995)
- Assault on Dome 4 (1996)